# Napuka
Napuka est un atoll situé dans l'archipel des Tuamotu en Polynésie française dans le sous-groupe des Îles du Désappointement. Celui-ci est le chef-lieu de la commune de Napuka.

## Géographie

### Situation
Atoll très isolé justifiant ainsi son nom d'« île de la Désolation », Napuka est situé à 17 km au sud-est de Tepoto Nord, la plus proche île, à 185 km au nord de Fangatau et 195 km au nord-est de Takume, ainsi qu'à 935 km au nord-est de Tahiti. Il est également l'atoll des Tuamotu le plus proche des îles Marquises.
Napuka est un atoll approximativement ovale de 11 km de longueur et de 5 km de largeur maximales pour une surface de 8 km2 de terres émergées répartis sur une trentaine de motus. Son lagon fait 18 km2 de superficie totale, mais est dépourvu de passe navigable permettant la communication avec l'océan.

### Démographie
En 2017, la population totale de Napuka est de 234 personnes, principalement regroupées dans le village de Tepukamaruia (ou Te Puka Maru Ia) situé sur le motu ouest nommé Ogoio ; son évolution est la suivante :
| 264                                                     | 279 | 319 | 255 | 272 | 299 | 234 |
| Sources ISPF et Gouvernement de la Polynésie française. |     |     |     |     |     |     |

L'atoll de Tepoto Nord avec lequel il forme la commune de Napuka regroupe environ 75 habitants.

## Histoire

### Découverte par les Européens

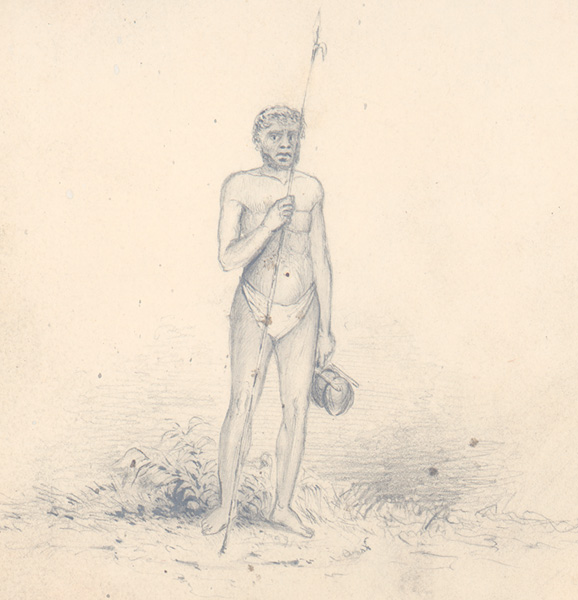
Dessin, par l'Américain A.T. Agate, d'un habitant de Napuka en 1839.

La première mention de l'atoll par les Européens est faite par l'explorateur britannique John Byron le 7 juin 1765, qui nomme l'atoll Wytoohee Island ou île de la Désolation. Il est abordé le 23 août 1839 par le navigateur américain Charles Wilkes lors de son expédition australe.
Vers le milieu du XIXe siècle, Napuka connut une immigration venue de l'île de Fatu Iva, dans l'archipel des Marquises, en raison d'une guerre qui vit s'affronter la tribu des Anainoapa d'Hanavave à celle des Tiu d'Omoa. Ces derniers, vaincus, s'enfuirent sur des radeaux de bambous, et s'installèrent à Napuka, où leurs descendants vivent toujours.

### Période contemporaine
Au XIXe siècle, Napuka devient un territoire français peuplé alors de près de 80 habitants autochtones vers 1850. Du fait de son isolement Napuka, avec Tepoto, fut l'un des derniers des Tuamotu à voir reculer les coutumes polynésiennes traditionnelles et ses spécificités linguistiques (le paumotu parlé à Napuka et Tepoto est l'une des sept variantes de cette langue polynésienne), et à être évangélisé, en 1878. Pour cette raison, ces atolls eurent un intérêt de premier plan pour les études ethnographiques et archéologiques de la première moitié du XXe siècle avec deux missions conduites en 1929 et 1934 par Kenneth Emory.
Le 1er janvier 1936, l'église du Sacré-Cœur est consacrée à Tepukamaruia ; elle est rattachée à la paroisse homonyme (fondée en 1856) dépendant du diocèse de Papetee.

## Faune et flore
L'atoll accueille une population endémique de Rousserolles à long bec. Il est aussi un important lieu de ponte de tortues marines.
Le motu nord possède également un reliquat de la forêt originelle de l'atoll.

## Économie
Napuka possède depuis 1977 un aérodrome avec une piste de 900 mètres de longueur (code IATA : NAU • code OACI : NTGN) qui permet de relier l'atoll au reste des Tuamotu et de favoriser l'activité touristique. Il accueille, en moyenne, environ 120 vols et 1 400 passagers par an, dont 30 % en transit. Une jetée de 650 m se raccordait au motu nord jusqu'à sa destruction par l'assaut répété de la houle.